# НИМ ШЕ (женский волейбольный клуб)
НИМ ШЕ (венг. NIM SE; Nehézipari Minisztérium Sportegyesület) — венгерский женский волейбольный клуб из Будапешта. Функционировал в 1952—1981 годах.

## Достижения
- 11-кратный чемпион Венгрии — 1969, 1971—1979, 1981;
  - 3-кратный серебряный призёр чемпионатов Венгрии — 1968, 1970, 1980;
  - бронзовый призёр чемпионата Венгрии 1966.
- 8-кратный победитель розыгрышей Кубка Венгрии — 1969—1973, 1976—1978;
  - 5-кратный серебряный призёр Кубка Венгрии — 1967, 1974, 1975, 1979, 1980.
- победитель розыгрыша Кубка европейских чемпионов 1973;
  - 5-кратный серебряный (1970, 1974, 1977, 1978, 1979) и двукратный бронзовый (1975, 1980) призёр Кубка европейских чемпионов.

## История
В 1952 при министерстве тяжёлой промышленности Венгрии была образована спортивная ассоциация (венг. Nehézipari Minisztérium Sportegyesület) — NIM SE (Нехезипари Министериум Шпортедьэшюлет — НИМ ШЕ). Тогда же при ассоциации создана женская волейбольная команда, но в главном дивизионе чемпионата Венгрии дебютировала лишь спустя 13 лет — в 1965 году.
В 1966 команда НИМ ШЕ выиграла «бронзу» национального первенства, а спустя два года стала обладателем серебряных наград чемпионата страны.
1969 год принёс НИМ ШЕ первый чемпионский титул, причём команда за весь турнир не проиграла ни одного матча. Спустя год команда заняла 2-е место, уступив первенство «Уйпешт Доже» лишь по соотношению партий, а с 1971 на протяжении 9 лет неизменно выигрывала национальный чемпионат. За этот период (с 1969) НИМ ШЕ 7 раз делал «золотой» дубль, побеждая как в чемпионатах, так и в розыгрышах Кубка Венгрии.
В феврале 1970 года НИМ ШЕ впервые вышел на европейскую арену, приняв участие в розыгрыше Кубка европейских чемпионов. Ведущая венгерская команда в полуфинале по сумме двух матчей неожиданно переиграла московский ЦСКА, но в финале уступила другой советской команде — московскому «Динамо». Со следующего сезона главный клубный трофей Европы стал разыгрываться в формате кругового турнира с участием 4 команд, прошедших предыдущие стадии отбора и розыгрыш Кубка чемпионов 1973 года принёс успех НИМ ШЕ. Уже в стартовом матче финального этапа венгерские волейболистки сотворили сенсацию, уверенно в трёх партиях победив московское «Динамо», до этого 5 раз подряд выигрывавшее Кубок. Победив и двух остальных участников решающей стадии («Динамо» из ГДР и «Старт» из Польши), НИМ ШЕ стал первой командой из Венгрии, которой покорился Кубок европейских чемпионов. Состав команды НИМ ШЕ в победном розыгрыше: Каталин Штейнер-Папп, Луция Банхедь-Радо, Юдит Герхардт-Кишш, Эве Салаи-Себёк, Беатрикс Фаркаш, Эмёке Энекеш, Габриэлла Бек, Каталин Халас-Марциш, Каталин Хусар-Вебер, Илона Бузек-Маклари, тренер Габор Эра.
Из последующих 7 розыгрышей Кубка чемпионов НИМ ШЕ участвовал в 6 (кроме 1976) и неизменно становился призёром соревнований. В турнире 1974 команда выступала в качестве действующего обладателя Кубка и лишь поражение 2:3 в последнем матче финала от московского «Динамо» не дало НИМ ШЕ во второй раз подряд выиграть трофей. Подобная картина (поражение от московского «Динамо» с тем же счётом и серебряные награды розыгрыша) повторилась и в 1977 году, а за два года до этого венгерские волейболистки выиграли «бронзу» Кубка. В 1978 и 1979 НИМ ШЕ был обладателем «серебра», а в 1980 — бронзовых медалей Кубка европейских чемпионов.
В 1981 года НИМ ШЕ в 11-й раз стал чемпионом Венгрии, но по окончании сезона клуб прекратил деятельность. Его место в национальных соревнованиях занял «Вашаш».
В 1966—1973 в высшем дивизионе чемпионата Венгрии играла также мужская команда клуба НИМ ШЕ.